# Chat-renard de Bornéo
Cet article concerne le chat-renard de Bornéo. Pour le chat-renard de Corse, voir Chat forestier en Corse.
 (juin 2010).
Si vous disposez d'ouvrages ou d'articles de référence ou si vous connaissez des sites web de qualité traitant du thème abordé ici, merci de compléter l'article en donnant les références utiles à sa vérifiabilité et en les liant à la section « Notes et références ».
Un mammifère carnivore jusqu'alors inconnu a été repéré fin 2005 par des chercheurs du Fonds mondial pour la nature dans les forêts denses de la partie indonésienne de l'île de Bornéo, le Kalimantan. Il est familièrement qualifié de « chat-renard ».

## Description

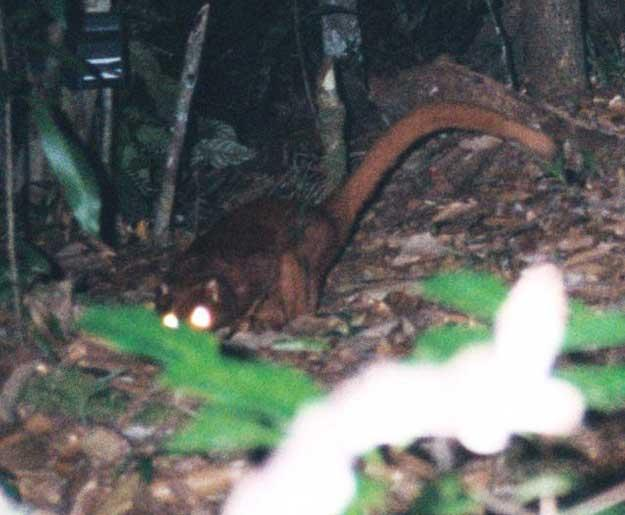
Photo capturée par piège photographique montrant un Viverridae inconnu à Bornéo

L'animal a été surpris à deux reprises par un appareil photographique à déclenchement automatique installé au cours de l'année 2003 en plein cœur de la végétation montagneuse du parc national de Kayan Mentarang.
Il s'agit d'un quadrupède d'une taille légèrement supérieure à celle d'un chat domestique. Doté d'une fourrure d'un roux sombre, il présente de très petites oreilles et une longue queue touffue. Il aurait également de longues pattes.
Les deux photographies réalisées de nuit ont été présentées à des habitants ayant une bonne connaissance de leur environnement. Le WWF a également interrogé des experts de la faune sauvage de l'île mais ni les uns ni les autres n'ont réussi à identifier l'espèce. La plupart des personnes consultées ont la conviction qu'elle n'a jamais été décrite. Aussi, les chercheurs espèrent pouvoir poser des pièges pour capturer un individu vivant et le confirmer.

## Importance de la découverte
Si la découverte était confirmée, ce serait la première fois depuis plus d'un siècle qu'une nouvelle espèce de carnivore serait identifiée à Bornéo : la dernière à l'avoir été est le blaireau-furet de Bornéo, en 1895. Les 361 nouvelles espèces découvertes dans l'île entre 1994 et 2004 n'étaient visiblement pas carnivores.
Quoi qu'il en soit, on s'inquiète pour la survie de l'espèce étant donné que la création de la plus importante plantation de palmiers à huile du monde est en projet dans la région depuis juillet 2005. Financée par la Banque chinoise de développement, cette plantation devrait couvrir 1,8 million d'hectares, soit une superficie équivalente à la moitié des Pays-Bas.